# Чистяков, Владимир Иванович
Владимир Иванович Чистяков (21 июля 1891, село Бели, Тверская губерния — 18 августа 1941, Первомайск, Николаевская область) — советский военный деятель, генерал-майор (4 июня 1940).

## Биография
Владимир Иванович Чистяков родился 21 июля 1891 года в селе Бели, ныне Молоковского района Тверской области.
В 1907 году царской жандармерией привлекался к ответственности за оскорбление царя Николая II, после чего находился под гласным надзором полиции.

### Первая мировая и гражданская войны
В августе 1913 года был призван в ряды Русской императорской армии и направлен вольноопределяющимся в 148-й Каспийский полк (Петербургский военный округ), а затем — вольноопределяющимся в Лейб-гвардии Уланский полк.
С началом Первой мировой войны полк был направлен на фронт. 25 августа 1914 года в районе деревни Будзунь (местечко Ходель рядом с Любляной) Чистяков был взят в плен, содержался в лагере военнопленных в Австро-Венгрии до октября 1918 года, после чего был интернирован на родину.
В октябре 1919 года вступил в ряды РККА, после чего, находясь на должностях политрука эскадрона и помощника военкома кавалерийского полка (отдельная кавалерийская бригада, 45-я стрелковая дивизия, Южный фронт), принимал участие в ходе боевых действий под Одессой, а в составе Южной группы войск 12-й армии — в походе от Днестра до Житомира протяжённостью в 400 километров.
В ноябре 1919 года дивизия была передислоцирована под Петроград, но вскоре была возвращена на Южный фронт, где принимала участие в боевых действиях против войск под командованием А. И. Деникина на правом берегу Днепра, а в районе города Александровск — в боевых действиях против войск под командованием Н. И. Махно.
В январе 1920 года участвовал в формировании кавалерийской бригады Г. И. Котовского в селе Лозоватка Криворожского уезда.
Будучи командиром эскадрона 1-го кавалерийского полка отдельной кавалерийской бригады, весной 1921 года Чистяков участвовал в подавлении восстания под руководством А. С. Антонова в Тамбовской губернии, в ноябре того же года — в боевых действиях против вооружённых формирований под командованием Ю. О. Тютюнника на Украине.
Владимир Иванович Чистяков за боевые отличия был награждён двумя орденами Красного Знамени.

### Межвоенное время
После окончания войны Чистяков продолжил служить в 1-м кавалерийском полку (отдельная кавалерийская бригада, 45-я стрелковая дивизия) на должностях командира эскадрона, помощника командира и временно исполняющего должность командира полка.
В сентябре 1922 года был назначен на должность командира эскадрона (1-й кавалерийский полк, 4-я Бессарабская кавалерийская дивизия, Украинский военный округ), в январе 1923 года — на должность командира 54-го кавалерийского полка 2-й кавалерийской бригады незаможных селян.
В июне 1924 года был направлен на учёбу на кавалерийские курсы усовершенствования командного состава, по окончании которых с августа 1925 года исполнял должности командира 16-го кавалерийского полка и командира 2-й кавалерийской бригады (3-я Бессарабская дивизия); в октябре 1925 года был назначен на должность командира 1-й кавалерийской бригады (9-я кавалерийская дивизия).
В сентябре 1926 года был направлен на учёбу на курсы усовершенствования начальствующего состава при Военной академии имени М. В. Фрунзе, которые закончил в июле 1927 года.
С марта 1930 года — командир 2-й кавалерийской бригады (2-я кавалерийская дивизия Червонного казачества), с июня 1931 года — начальник Тверской кавалерийской школы им. Коминтерна, с ноября 1932 года — начальник Северо-Кавказской горских национальностей кавалерийской школы.
В октябре 1933 года был направлен на учёбу на особый факультет Военной академии имени М. В. Фрунзе, после окончания которого с ноября 1935 года состоял в распоряжении начальника 2-го отдела Генерального штаба РККА и в январе 1936 года был назначен на должность командира и комиссара 18-й Туркменской горнокавалерийской дивизии.
17 февраля 1936 года Владимиру Ивановичу Чистякову было присвоено звание комбрига.
В ноябре 1938 года был назначен на должность старшего преподавателя кафедры конницы Военной академии имени М. В. Фрунзе.
4 июня 1940 года Чистяков был переаттестован в генерал-майоры и в сентябре 1940 года был назначен на должность заместителя командира, а в марте 1941 года — на должность командира 24-го механизированного корпуса.

### Великая Отечественная война
С началом войны Владимир Иванович Чистяков продолжал командовать до 1 июля 1941 года корпусом в составе 26-й армии (Юго-Западный фронт). 24-й механизированный корпус принимал участие в приграничном сражении, действуя на винницком направлении восточнее города Проскуров.
1 июля тяжелобольной генерал-майор Владимир Иванович Чистяков был отправлен в военный госпиталь (Первомайск, Николаевская область), где 18 августа 1941 года умер от сердечной недостаточности.

## Награды
- Два ордена Красного Знамени (31.12.1923, 25.08.1926)[3];
- Орден Отечественной войны 1-й степени (6.05.1965, посмертно);
- Юбилейная медаль «XX лет Рабоче-Крестьянской Красной Армии» (22.02.1938).

## Семья
В 1921 году Чистяков женился на Леокадии Андреевне Тыминьской, от этого брака родилось двое детей: Леокадия (1927—1992) и Виктор (1929—1999).

## Память
Генерал-майор Владимир Иванович Чистяков упоминается в произведениях Б. Четверикова «Котовский», Н. Кузьмина «Меч и плуг: Повесть о Григории Котовском», Е. Морозова «Рассказы о котовцах», А. Есауленко «Котовцы»,  И. Баграмяна «Так начиналась война», А. Гарри «Рассказы о Котовском».